# Sommossa Réveillon

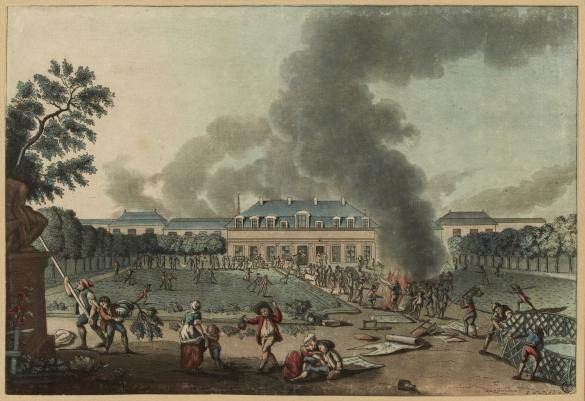
Il saccheggio della fabbrica Réveillon.

La sommossa Réveillon fu una violenta manifestazione di operai parigini, iniziata il 27 aprile 1789 e conclusa il giorno dopo con il saccheggio e la distruzione della fabbrica e della casa del ricco industriale Jean-Baptiste Réveillon. L'intervento delle guardie reali incaricate di porre fine ai disordini avrebbe provocato diverse centinaia di morti.
La sommossa fu provocata dalla proposta, presentata durante un'assemblea elettorale del Terzo Stato da Réveillon e da un altro industriale parigino, di ridurre i salari degli operai per abbassare i prezzi dei manufatti. Fu il più sanguinoso moto popolare avvenuto a Parigi immediatamente prima dell'inizio della rivoluzione.

## L'antefatto
Le assemblee elettorali che dovevano portare alla scelta dei deputati agli Stati generali si aprirono a Parigi il 20 aprile 1789 per la nobiltà e il 21 aprile per il clero e per il Terzo Stato. Per quest'ultimo ordine, era previsto che in ciascuno dei 60 distretti della città si tenessero le assemblee primarie per la scelta degli elettori di secondo grado, i quali avrebbero poi eletto i rappresentanti del Terzo Stato agli Stati generali.

Le assemblee potevano durare alcuni giorni, perché durante il loro svolgimento doveva essere redatta la petizione, il cahier de doléances, che costituiva il riassunto delle richieste che ciascuno poteva sottoporre all'attenzione degli elettori. Il 23 aprile, l'industriale Réveillon presentò all'assemblea elettorale del distretto Sainte-Marguerite, nel faubourg Saint-Antoine, la proposta di una detassazione delle merci circolanti a Parigi che, garantendo forse anche il tenore di vita degli operai, avrebbe permesso agli industriali di 

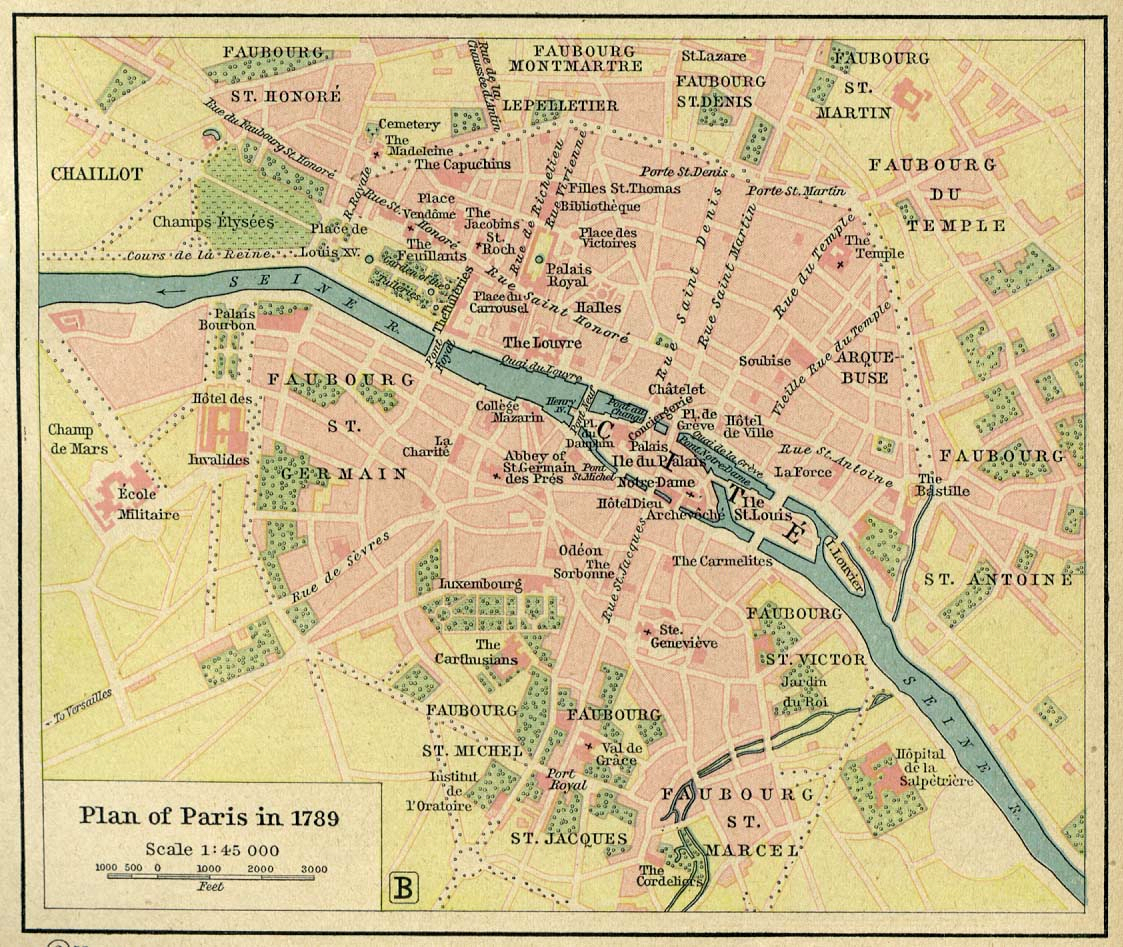
Pianta della città di Parigi nel 1789.

Una proposta analoga fu presentata quello stesso giorno all'assemblea del distretto degli Enfants-Trouvés, sempre nel faubourg Saint-Antoine, da Henriot, un industriale produttore di salnitro. I due industriali negarono successivamente di aver mai pronunciato quelle parole, mentre altri, volendo dare alle loro parole l'interpretazione più favorevole, sostennero che essi si erano limitati a rimpiangere i tempi nei quali i lavoratori si accontentavano di 15 soldi al giorno. All'inizio del 1789, il salario medio giornaliero di un operaio era di 20 soldi: curiosamente Réveillon, con 25 soldi, era tra coloro che pagava meglio i propri operai e l'inverno precedente aveva concesso loro un sussidio di disoccupazione di 15 soldi.
D'altra parte il costo di quattro libbre di pane, principale alimento delle classi povere, era salito da febbraio a 14 soldi e mezzo, e certamente gli operai del faubourg Saint-Antoine interpretarono quelle parole come una grave minaccia. Il luogotenente di polizia Thiroux de Crosne aveva già scritto al ministro della Guerra che nel faubourg risiedevano 40.000 operai e «l'elevato costo del pane e delle altre derrate può dare occasione a sommosse». La sera del 23 aprile scrisse nel suo rapporto degli «schiamazzi» dovuti al malcontento degli operai contro due imprenditori che avevano fatto «alcune osservazioni sconsiderate sul livello dei salari».
Nei giorni successivi, il luogotenente inviò altri rapporti tranquillizzanti. Ancora il 26 aprile scriveva che «la più grande tranquillità ha regnato per tutto il giorno nei vari faubourg di Parigi, specialmente in quello di Saint-Antoine». In realtà, la notizia di quanto era accaduto nell'assemblea elettorale stava circolando dal faubourg Saint-Antoine ai vicini quartieri operai di Saint-Marcel, di Saint-Paul e di Saint-Gervais, finché la protesta esplose il 27 aprile.

## La sommossa

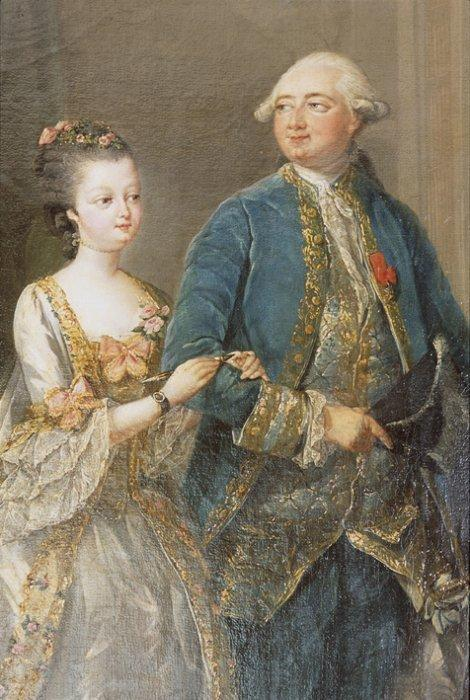
Il duca e la duchessa d'Orléans.

Nel pomeriggio, una corteo di manifestanti, gridando slogan contro i nobili, il clero, i ricchi e gli accaparratori, si avviò dal faubourg Saint-Marcel verso l'arcivescovado, dove si tenevano le assemblee del clero e del Terzo Stato incaricate di eleggere i deputati agli Stati generali, la cui apertura era fissata al 5 maggio. In testa, recavano una forca con due fantocci impiccati, rappresentanti Réveillon e Henriot. Tre delegati del Terzo Stato incontrarono i manifestanti a place Maubert, invitandoli a sciogliersi.
Il corteo attraversò allora la Senna, raggiunse place de Grève, la piazza in cui venivano eseguite le esecuzioni capitali, dove bruciò le effigi dei due industriali e si diresse verso il faubourg Saint-Antoine. Non potendo penetrare in rue de Montreuil, dov'erano la casa e la fabbrica di Réveillon, per la presenza di uno sbarramento di cinquanta guardie, deviò in rue de Cotte, raggiungendo la casa di Henriot. Questi fece in tempo a fuggire travestito da domestico e si rifugiò nel castello di Vincennes. La sua casa fu invasa, saccheggiata e incendiata. La sera i manifestanti si sciolsero senza altri incidenti e a notte il luogotenente di polizia inviò altre 350 guardie a vigilare rue de Montreuil, la strada di accesso alla fabbrica Réveillon.
La mattina del 28 aprile, decine di migliaia di manifestanti dei faubourg Saint-Antoine e Saint-Marcel si unirono marciando verso rue de Montreuil. Le guardie vennero respinte fin quasi davanti alla fabbrica, finché innalzarono sulla strada, ai due estremi degli ingressi della fabbrica, due posti di blocco che vennero assediati da una folla sempre più numerosa.
Nel primo pomeriggio erano in programma corse di cavalli a Vincennes, molto seguite dall'aristocrazia. Chi desidera assistervi doveva attraversare il faubourg, invaso dalla folla che fischiava e insultava i nobili. Invece la carrozza del duca di Orléans, molto popolare tra gli operai, fu accolta da acclamazioni ed egli si intrattenne con i manifestanti, ascoltò le loro ragioni e distribuì del denaro. Il gesto fu notato e commentato negativamente dagli altri nobili: secondo un rapporto di polizia, «il duca era venuto a passare in rivista le sue truppe» e gli si attribuì la responsabilità dell'organizzazione della manifestazione, come poi gli si attribuirà, senza fondamento, l'ispirazione dei moti di luglio, di agosto e di ottobre.
La situazione rimase per ore in stallo, con le guardie e i manifestanti che si fronteggiavano senza venire a contatto, finché da Vincennes cominciarono a tornare verso il centro della città le carrozze dei nobili che avevano assistito alle corse. Tutte vennero deviate fuori dal faubourg, tranne quella della duchessa d'Orléans, che pretese di passare per rue de Montreuil malgrado fosse bloccata dalle barricate delle guardie. Queste rimossero il posto di blocco, così che dietro la carrozza della duchessa si precipitarono i manifestanti, travolgendo le guardie e invadendo la fabbrica. Il saccheggio durò ore e la distruzione fu totale. Nei giardini prospicienti furono accesi roghi che bruciarono tutto ciò che poteva essere bruciato.

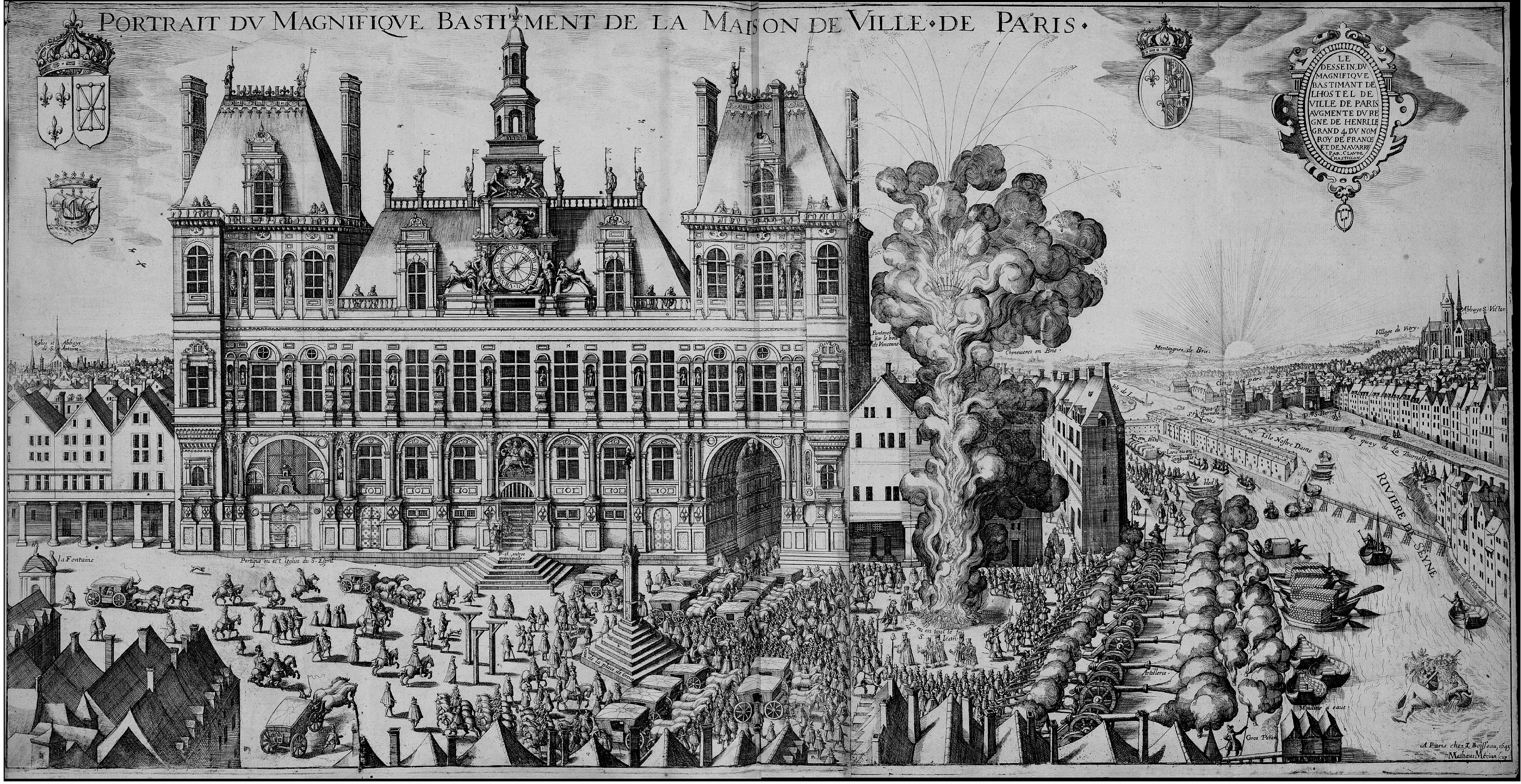
Place de Gréve e l'Hôtel de Ville nel XVII secolo.

Solo quando il saccheggio era ormai completato, ma i manifestanti continuavano ad affollare il faubourg, il luogotenente de Crosne inviò sul luogo tutte le truppe a sua disposizione: un altro battaglione di guardie francesi, le guardie svizzere e un reggimento di cavalleria. Furono accolti dalla sassaiola dei manifestanti e reagirono sparando. La sparatoria durò fino a tarda sera. Le fonti ufficiali parlano di dodici soldati e venticinque manifestanti uccisi, mentre quelle ufficiose sono varie, e arrivano fino a contare novecento vittime. Probabilmente, la cifra più vicina alla realtà è quella di trecento morti.
Già il giorno dopo, 29 aprile, due saccheggiatori, l'artigiano Gilbert e il facchino Pourrat, furono impiccati a place de Grève. Tre settimane dopo fu giustiziato per «assembramento, sommossa e sedizione» un terzo manifestante, lo scrivano Pierre Mary, mentre una donna, Marie-Jeanne Trumeau, fu graziata perché incinta. Vi furono ancora cinque condanne al carcere a vita e ventisei persone, rimaste in attesa di giudizio, verranno rilasciate mesi dopo, quando la situazione politica della Francia sarà completamente mutata. Circa gli altri protagonisti di questa vicenda, dell'industriale Henriot non si seppe più nulla, di Réveillon si sa che nel giorno del saccheggio chiese asilo alla Bastiglia, da dove uscì qualche giorno prima del 14 luglio ed emigrò in Inghilterra. Il 28 aprile 1794, per puro caso il giorno della ricorrenza della sommossa, sarà ghigliottinato il luogotenente di polizia Thiroux de Crosne.

## Interpretazioni delle cause della sommossa

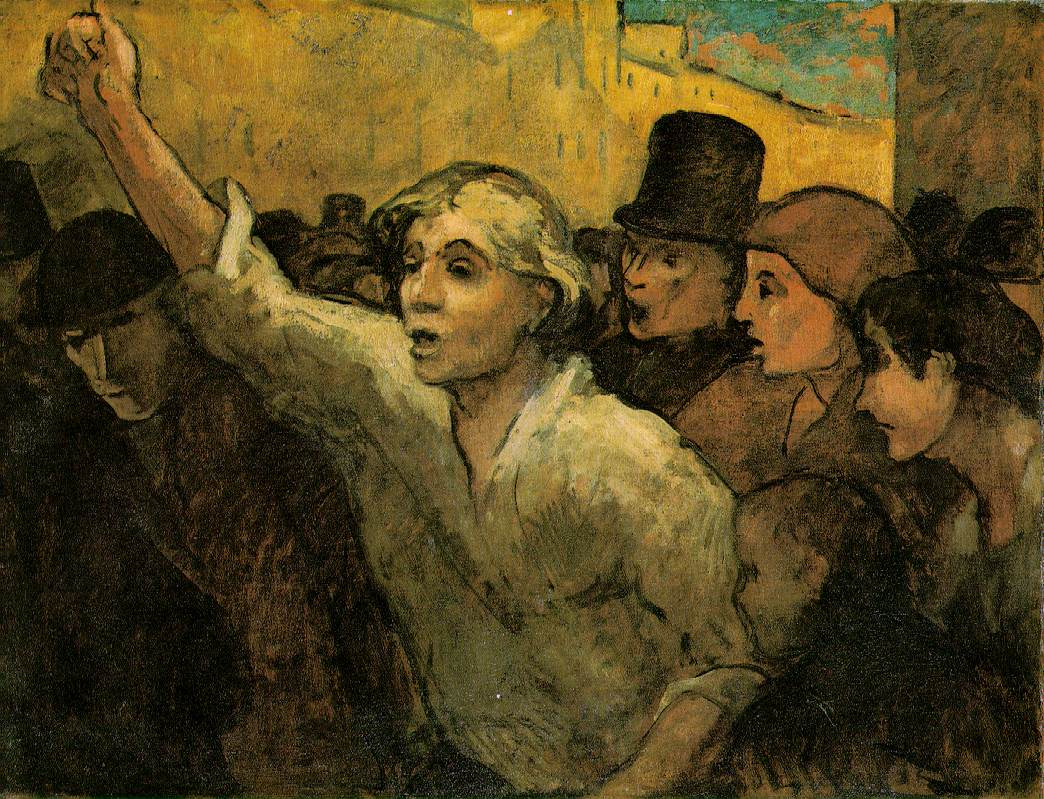
Honoré Daumier: La sommossa.

I contemporanei avanzarono subito l'ipotesi che all'origine della sommossa vi fosse stato un complotto. Il libraio Hardy scrive nelle sue cronache che sarebbero stati dei «briganti» venuti appositamente a Parigi a sollevare la popolazione, una tesi che sarà ripresa da Taine. È certo piuttosto che a Parigi stazionavano già un gran numero di disoccupati che la crisi delle campagne spingeva in città in cerca di un lavoro o, in mancanza, di elemosine e di espedienti.
Altri attribuirono la sommossa agli intrighi degli aristocratici, come l'anonimo autore delle Courtes réflexions sur l'événement du 28 avril per il quale «un gran numero di operai di diverse professioni sono stati costretti, gli uni col denaro, gli altri con la violenza, a seguire questa banda di forsennati». L'ultra-monarchico Galart de Montjoie, direttore dell'Ami du Roi, racconta che ciascuno dei dimostranti feriti e ricoverati all'Hôtel de Dieu aveva in tasca 12 franchi, ma la notizia sembra inventata, poiché tutti gli arrestati e gli uccisi nella sommossa risultarono privi di denaro. Anche il clero, secondo questi interpreti, avrebbe avuto una parte nell'intrigo. Il comportamento del duca e della duchessa d'Orléans e l'arresto dell'abate Roy, che fu per altro rilasciato, e indagini svolte su altri ecclesiastici, che non approdarono a nulla, costituirono le deboli basi della teoria del complotto aristocratico e clericale.
Certi osservatori del tempo avanzeranno queste stesse ipotesi per spiegare la sollevazione del 14 luglio. In realtà, i salariati e gli artigiani dei quartieri popolari di Parigi non avevano bisogno di essere sollecitati da mestatori per esprimere anche in forma violenta la loro insofferenza per una vita di miseria, e i loro timori di una carestia e di un ribasso dei salari. In loro vi era già l'idea, per quanto confusa, della necessità di una lotta contro i ricchi e i privilegiati, e la speranza di un miglioramento della loro sorte, «quando saranno applicati i grandi princìpi di libertà e di eguaglianza». Tra pochi mesi «il popolo di Parigi sarà pronto ad attaccare il regime, e le forze dell'ordine, scoraggiate, ne abbandoneranno la difesa».